# Gerontophilie
Als Gerontophilie (gr. γέρων géron „Greis“ und -philie) bezeichnet man das dauernde beziehungsweise überwiegende sexuelle Interesse an älteren Menschen. Sie ist dem Überbegriff der Chronophilien untergeordnet. Oft wird nur die sexuelle Fixierung eines jüngeren Menschen auf ältere Menschen als Gerontophilie bezeichnet. Die begehrte Altersspanne ist nicht eindeutig zu bestimmen. Magnus Hirschfeld definierte die Differenz bei etwa fünfzig Lebensjahren.
Als Synonyme werden manchmal im Englischen die Bezeichnungen gerontalism oder gerophilia verwendet. Für rein sexuelle Beziehungen wird im Englischen auch das Wort gerontosexuality („Gerontosexualität“, womit dann entsprechend nicht Alterssexualität gemeint ist) gebraucht. Das Gegenteil ist die Vorliebe für weit jüngere Personen, für die je nach weiteren Ausprägungen die Bezeichnungen Neoterophilie, Ephebophilie, Parthenophilie und Pädophilie herangezogen werden.

## Auslegungen vonGerontophilie
Die Bezeichnung wird – entgegen ihrer neutralen Wortbedeutung – auch synonym für die Vergewaltigung oder den sexuellen Missbrauch alter Menschen gebraucht. Dann wird eine ältere Person auch als Sexualobjekt bezeichnet. Letzteres beschreibt hier Überbegrifflichkeit im Unterschied zur Bedeutung von „Objekt“ im psychoanalytischen Fachjargon. In Texas fallen Fälle von sexueller Nötigung gegen Menschen von 65 Jahren und älter automatisch in die Kategorie „Gerontophilie“.
Wenn man – was selten geschieht – begrifflich nach Geschlechtern der begehrten Person trennt, wird Gerontophilie für Männer verwendet und Graophilie (griech. graus, Gen. graos = „Greisin“) für Frauen. Welchem Geschlecht die Partner angehören, ist für die heutige Verwendung des Wortes nicht relevant. Magnus Hirschfeld beschrieb in seinem 1914 erschienenen Buch Die Homosexualität des Mannes und des Weibes unter Geschmackstypen der Homosexuellen ein System von altersabhängigen Bezeichnungen. Darin benennt Gerontophilie das Interesse an Greisen, und er prägte die Bezeichnung Graophilie für das Interesse an Greisinnen. Letzteres wird im Deutschen selten verwendet, wohingegen das englische Pendant „graophilia“ etwas öfter Gebrauch findet.
Manchmal wird die Bezeichnung auch in der allgemeinen Bedeutung „Liebe für ältere Menschen“ verwendet. Ihr gegenübergestellt wird häufig die Gerontophobie, eine irrationale Angst vor alten Menschen, die Ausgrenzung verursachen kann. Der Medizinsoziologe Erdman B. Palmore begreift beide Phänomene als extreme Formen von persönlichem Ageism. Manche beschreiben es als Zuneigung zu Personen im Alter der Eltern oder Großeltern. (Für Kinder und Jugendliche kann auch die Bezeichnung Teleiophilie passend sein.)

## Merkmale
Wesentlich sind neben der persönlichen Zuneigung altersbedingte Merkmale wie menschliche Reife, Weißhaarigkeit, faltige, hängende und schlaffe Haut, greisenhafte Magerheit, Hirnleistungsschwäche, aber auch klimakteriumsbedingte Veränderungen Auslöser für sexuelles Verlangen. Nach oben gibt es keine Altersgrenze; selbst das Siechtum bis zum Tode kann u. U. sexuell erregend erlebt werden. Da die Betroffenen wegen ihrer sozialen Kontakte zu alten Menschen sozial positiv bestätigt werden, fällt die Vorliebe gesellschaftlich oft nicht weiter auf.
Gesellschaftlich akzeptierte Gerontophilie gibt es vor allem in traditionellen Kulturen, speziell jenen mit einer Gerontokratie. Nach Erdman B. Palmore kann sie eine extreme Form von „positive Agism“ darstellen. Die Bezeichnung „Agism“ muss im Gegensatz zum deutschen Wort Altersdiskriminierung nicht bloß „Benachteilung aufgrund des Alters“ bedeuten, sondern kann auch die Stereotypisierung von älteren Personen meinen (welche mit positiven Assoziationen belegt sein kann).

## Abgrenzung
Seit langer Zeit sind ältere Männer mit jüngeren Frauen sozial akzeptierter als umgekehrt, und in manchen Teilen der Welt und zu manchen Zeiten war dies durchaus üblich. Bekannte Beispiele sind heutzutage Anna Nicole Smith (26 bei der Heirat) und J. Howard Marshall (89) oder Simone Rethel (62 beim Tod ihres Ehemanns) und Johannes Heesters (108). Beziehungen von älteren Frauen zu jüngeren Männern fallen dagegen oft schon bei einem geringeren Altersunterschied auf. Ein berühmtes Beispiel war Betty Dodson (72) und Eric Wilkinson (25). Aber für alle gilt, dass Alterssexualität in der westlichen Gesellschaft oft abgelehnt oder lächerlich gemacht wird, ältere Männer als Lüstlinge bezeichnet werden, älteren Frauen mit unverhohlener Verachtung begegnet wird und den jüngeren Partnern vorschnell vorgehalten wird, sie litten unter „Neurosen“ oder eben „Gerontophilie“. Auch finanzielles Interesse wird oft unterstellt.

## Rechtliche Aspekte
Sexueller Kontakt ist im gerontophilen Kontext prinzipiell nicht strafbar. Einschränkungen sind für den jungen Partner das jeweilige Schutzalter und etwaige darüber hinausgehende Bestimmungen zum Schutz vor sexuellem Missbrauch von Jugendlichen und des sexuellen Missbrauches von Schutzbefohlenen oder Abhängigen. In Bezug auf den älteren Partner sind in Deutschland besonders der sexuelle Missbrauch widerstandsunfähiger Personen, die geistig oder körperlich nicht zum Widerstand fähig sind, nach § 179 StGB, der Missbrauch von Gefangenen, Verwahrten oder Kranken und Hilfsbedürftigen in Einrichtungen nach § 174a StGB und der Missbrauch unter Ausnutzung eines Beratungs-, Behandlungs- oder Betreuungsverhältnisses nach § 174c StGB relevant.

## Sichtweisen
Gelegentlich wird Gerontophilie in der psychiatrischen Literatur wertneutral verwendet und nur im Hinblick auf die Partner problematisiert, die aufgrund ihrer geistigen oder körperlichen Verfassung in sexuelle Kontakte nicht verantwortlich einwilligen können beziehungsweise nicht in der Lage sind, dem an sie herangetragenen Ansinnen zu widersprechen.
Gerontophilie spielt in den Diagnoseschlüsseln ICD und DSM keine Rolle.

### Pathologische Betrachtung
Andere Autoren heben den devianten Charakter hervor. Meist setzen sich diese vor allem mit der Sexualität im engeren Sinne, dem Missbrauch und der Kriminologie auseinander. Oft wird es nur als Paraphilie beschrieben. Nach heutiger Ansicht ist für eine Paraphilie ausschlaggebend die Tragweite des Verhaltens, etwaiges Leiden des Betroffenen oder abhängiges Verhalten, ohne welches keine ausreichende Erregung aufgebaut und/oder kein Orgasmus erreicht werden kann. Weitere Kriterien sind, wenn es zu Straftaten führen könnte oder wiederholt zu anderweitigen Problemen im sozialen Umfeld führt. Es kann dann nach ICD-10 als F65.8 – sonstige Störungen der Sexualpräferenz oder nach DSM-IV als 302.9 – nicht näher bezeichnete Paraphilie diagnostiziert werden. Nach Bernhard Strauß (2004) ist Gerontophilie aufgrund ihrer Seltenheit nicht gesondert klassifiziert.
Nach Beier (2002) liegt wie bei der Pädophilie meist eine Störung im Sozialverhalten vor, da die Täter die Kinder oder Senioren als Ersatzpersonen für einen altersadäquaten Partner / eine altersadäquate Partnerin ansehen.
Nach Vetter (2007) liegt die Vermutung nahe, dass durch die Fixierung auf Altersmerkmale eine Komorbidität zum Fetischismus besteht und durch das Auslösen sexueller Erregung durch Altersschwäche eine Komorbidität zu sadomasochistischen Neigungen besteht.
Peak (1996) zählt Gerontophilie (neben u. a. Pädophilie und Nekrophilie) zu den „gefährlichen Perversionen“, da ihnen – im Gegensatz zum Exhibitionismus und Voyeurismus – ein Verletzungspotential zu eigen sei.
Enos und Beyer (1980) begrenzen die Bezeichnung auf das sexuelle Angezogensein jüngerer Männer durch ältere Frauen. Sie heben ebenfalls das Verletzungspotential hervor, da es oft zu Hämatomen, Platzwunden und Knochenbrüchen komme.
In der Psychoanalyse wird es als Symptom eines Großvater-Komplexes angesehen.

### Kriminologische Betrachtung
Im One Stop Crisis Center (OSCC) des Hospital Universiti Sains Malaysia (HUSM) in Kelantan betreffen 1,6 % aller zwischen 2000 und 2003 behandelter Fälle von sexuellem Missbrauch Frauen über 43 Jahren. Gegenüber den Frauen zwischen 37 und 43 Jahren berichteten sie nicht über sexuelle Belästigung, sondern über sexuelle Nötigung (27,3 %) und anale oder vaginale Vergewaltigung (36,4 %). Unbekannt ist, wo die restlichen 36,3 % auf 100 % eingeordnet werden.
Nach Bopp (1987) betreffen 3 % aller Vergewaltigungen Frauen über 50. Wenn es passiert, ist ihr Leben stärker in Gefahr; die Tat endet oftmals mit der Ermordung des Opfers. Und nach Pollak (1988) ist die Psychopathologie der Täter ausgeprägter als jener, die jüngere Frauen vergewaltigen. Wenn junge Männer ältere Frauen sexuell nötigen, fällt dies nach Ellis und Arbabanel (1961) in die Kategorie der sadistischen Gerontosexualität. Von Oules und Boscredon werden 1977 die Täter typischerweise wie folgt beschrieben: obsessive Persönlichkeit, Historie als Bettnässer bis zu einem Alter von etwa 25, Fehlen von Interesse an jüngeren Frauen, Unvermögen Impulse zu kontrollieren, Tendenz zu verletzender und aggressiver Sexualität.

## Rezeption
Gerontophilie ist ein Thema des Kultfilms Harold und Maude, in dem sich ein achtzehnjähriger junger Mann in eine achtzigjährige Frau verliebt. Auch der Song Omaboy der Ärzte und teilweise der Song Der Schöne und das Biest von K.I.Z hat Gerontophilie zum Motiv. Die genannte sexuelle Neigung ist Thema des Buches Pyromalion von Hugo Hammerfest, in dem ein fünfundzwanzigjähriger Mann nur Beziehungen mit weitaus älteren männlichen Partnern haben kann. Im Zeichentrickfilm Kleines Arschloch von Walter Moers ist der zwölfjährige Protagonist in die achtzigjährige Inge Koschmidder verliebt und versucht, ihr Herz zu erobern. In der ersten Staffel (2003) der Comedy-Serie Little Britain steht Jason auf die Großmutter seines Freundes Gary.
Mit dem in Kanada produzierten Spielfilm Gerontophilia legte der Regisseur Bruce LaBruce 2013 eine Bearbeitung des Themas vor, eine Liebesgeschichte zwischen einem jungen Krankenpfleger und einem Altersheiminsassen.